# Her i nærheden
Her i nærheden é um filme de drama dinamarquês de 2000 dirigido por Kaspar Rostrup e com roteiro dele e de Martha Christensen. Foi selecionado como representante da Dinamarca à edição do Oscar 2001, organizada pela Academia de Artes e Ciências Cinematográficas.

## Elenco
- Ghita Nørby